# Flint City Bucks
Flint City Bucks anteriormente chamado de Michigan Bucks, é um clube da cidade de Flint, Michigan. A equipe disputa a USL League Two.

## História
Fundado em 1995 sob o nome de Mid Michigan Bucks, a equipe começou a disputar a USISL PDSL em 1996. Em 1999 a liga mudou de nome para o atual nome, Premier Development League. Em 2004, o Mid-Michigan Bucks se tornou o Michigan Bucks, coincidindo com sua mudança permanente de Saginaw para metro-Detroit e um novo logotipo. Seu primeiro título da competição veio em 2006, vencendo o Laredo Heat na final. Seu segundo título veio em 2014, com vitória em cima do Kitsap Pumas. Seu terceiro título veio em 2016, com uma vitória em cima do Calgary Foothills FC.
Em 2019, o clube passou a se chamar Flint City Bucks após se mudar de Pontiac (Michigan) para Flint (Michigan), mandando seus jogos no Atwood_Stadium. Em agosto de 2019 o clube conquistou seu quarto titulo nacional, agora USL League Two.

## Títulos
Campeão Invicto
| NACIONAIS      | NACIONAIS                  | NACIONAIS | NACIONAIS              |
|                | Competição                 | Títulos   | Temporadas             |
| -------------- | -------------------------- | --------- | ---------------------- |
| Estados Unidos | Premier Development League | 3         | 2006, 2014, 2016, 2019 |
| Estados Unidos | Hank Steinbrecher Cup      | 3         | 2017, 2018, 2019       |

## Estatísticas

### Participações
|  | Participações em 2018 |

| Competição     | Competição               | Temporadas | Melhor campanha    | Estreia | Última | P | R |
| Estados Unidos | Lamar Hunt U.S. Open Cup | 15         | Quarta Fase (2012) | 1997    | 2018   |   | – |

## Símbolos

### Escudo
| Evolução do Escudo do Michigan Bucks | Evolução do Escudo do Michigan Bucks | Evolução do Escudo do Michigan Bucks | Evolução do Escudo do Michigan Bucks | Evolução do Escudo do Michigan Bucks | Evolução do Escudo do Michigan Bucks | Evolução do Escudo do Michigan Bucks | Evolução do Escudo do Michigan Bucks | Evolução do Escudo do Michigan Bucks |
| 1996 – 2003                          | 2003 – 2007                          | 2007 – 2013                          | 2013 – 2015                          | 2015 – 2018                          |                                      |                                      |                                      |                                      |
| ------------------------------------ | ------------------------------------ | ------------------------------------ | ------------------------------------ | ------------------------------------ | ------------------------------------ | ------------------------------------ | ------------------------------------ | ------------------------------------ |